# The Humming
The Humming es el tema de apertura del octavo álbum de estudio de Enya llamado Dark Sky Island, estrenado el 20 de noviembre de 2015.

## Antecedentes
La canción se dio a conocer el 16 de septiembre de 2015 en el sitio web de Enya, donde por primera vez en 6 años, el sitio se actualizó mostrando el mensaje Coming Soon (Pronto). Aquí el tema sonaba de fondo en un extracto de 23 segundos.

## Publicación
El 11 de noviembre el tema se hizo disponible para su descarga en iTunes de Nueva Zelanda. Posteriormente el día 13 se lanzó oficialmente con un video con la letra del mismo. El tema se incluyó como un b-side en el formato físico del sencillo Even In The Shadows, publicado el mismo día.